# 庄孝僡
庄孝僡（1913年9月23日—1995年8月26日），男，山东莒南人，中国实验胚胎学家。曾任中国科学院上海细胞生物学研究所研究员、名誉所长。

## 生平
1935年毕业于山东大学生物系。1936年赴德国留学，1939年获哲学博士学位。1980年当选为中国科学院院士（学部委员）。